# John Button
John Button (ur. 27 lipca 1943 w Londynie, zm. 12 stycznia 2014 na Lazurowym Wybrzeżu) – brytyjski kierowca rallycrossowy.

## Kariera
W latach 70 XX wieku startował w zawodach rallycrossowych. W 1976 roku został wicemistrzem Brytyjskich Mistrzostw Rallycrossowych i Mistrzostw Rallycrossowych TEAC/Lydden.
John Button prowadził salon samochodowy Motorpoint, który w 1992 roku zbankrutował.
Po zakończeniu startów, wspierał swojego syna Jensona podczas m.in. wyścigów kartingowych i zawodów Formuły 1. W czasie kariery kartingowej syna, Button miał problemy finansowe, mimo to za pomocą jego firmy przygotowującej silniki do gokartów pomagał płacić za jego wyścigi. Anthony Hamilton, przed tym jak jego syn Lewis został mistrzem świata Formuły 1, był jednym z jego klientów.
W listopadzie 2011 roku podczas powrotu z toru Autódromo José Carlos Pace do hotelu wraz z Jensonem Buttonem i jego menedżerem Richardem Goddardem oraz fizjoterapeutą Mikiem Collierem, a także kierowcą–policjantem Danielem Tonim zostali napadnięci przez mężczyzn z bronią podczas postoju na sygnalizacji świetlnej.
Zmarł 12 stycznia 2014 roku na Lazurowym Wybrzeżu na atak serca.
Podczas Grand Prix Wielkiej Brytanii w 2014 roku Jenson Button uczcił pamięć o Johnie nosząc różową koszulę (taką jaką nosił John) i kask. Pracownicy zespołu McLaren również ubrali różowe koszulki.

## Życie prywatne
John Button poślubił Południowoafrykankę Simone z którą miał czwórkę dzieci: Jensona, Natashę, Samanthę i Tanyę. Po rozstaniu w 1984, Button w tym samym roku poślubił Pippę Kerr, z którą rozwiódł się w 1999 roku.
Mieszkał w swoim domu na Lazurowym Wybrzeżu. Był przyjacielem Erlinga Jensena.